# Augusto Fiorucci
Augusto Fiorucci (Thil, 23 agosto 1907 – Cantiano, 1º maggio 1944) è stato un antifascista e partigiano italiano, martire della libertà ucciso dai fascisti, medaglia d'argento al valor militare alla memoria.

## Biografia
Augusto nacque a Thil, in Francia, da Cesare e Lucia Morolli; era un operaio residente a Cantiano.
Tra i primi ad aderire alle formazioni partigiane sviluppatesi nella sua zona, combatté in numerosi scontri.
Fu rinvenuto cadavere il 1º maggio 1944, alle prime luci del mattino innanzi alle mura della chiesa di San Nicolò, in piazza Luceoli: era stato fucilato dai militi guidati dal brigadiere Egisto Monceri del locale distaccamento della Guardia Nazionale Repubblicana, dopo essere stato arrestato in quanto la sera precedente era stato trovato in possesso di una pistola, mentre era intento a dipingere frasi inneggianti al 1º maggio sul parapetto del Ponte Garibaldi, appena fuori dal centro abitato. Fiorucci, pur sottoposto a sevizie, morì senza rivelare nulla sulla propria attività partigiana.
Il cadavere fu rinvenuto da sua madre che alla mattina presto stava andando a messa.
Gli è stata dedicata una strada a Cantiano.